# Mirna vas
Mirna vas je naselje v Občini Mokronog - Trebelno.